# Epacanthaclisis continentalis
Epacanthaclisis continentalis is een insect uit de familie van de mierenleeuwen (Myrmeleontidae), die tot de orde netvleugeligen (Neuroptera) behoort. 
Epacanthaclisis continentalis is voor het eerst wetenschappelijk beschreven door Esben-Petersen in 1935.